# Austrolopesia melaleucae
Austrolopesia melaleucae är en tvåvingeart som beskrevs av Peter Kolesik 1999. Austrolopesia melaleucae ingår i släktet Austrolopesia och familjen gallmyggor. Inga underarter finns listade i Catalogue of Life.